# Coproica lugubris
Coproica lugubris – gatunek muchówki z rodziny Sphaeroceridae i podrodziny Limosininae.
Gatunek ten opisany został w 1836 roku przez Alexandra Henry’ego Halidaya jako Limosina lugubris.
Muchówka o ciele długości od 1 do 1,2 mm. Tułów jej cechuje się obecnością 2–3 par szczecinek śródplecowych i tarczką na całej powierzchni porośniętą krótkimi szczecinkami. Użyłkowanie nieco białawych skrzydeł odznacza się drugim sektorem żyłki kostalnej nie dłuższym niż trzeci oraz żyłką medialną M1+2 prostą na odcinku wierzchołkowym. Środkowa para odnóży ma golenie pozbawione środkowych szczecinek posterodorsalnych i zaopatrzone w długie szczecinki wierzchołkowe po stronie brzusznej oraz pierwsze człony stóp z pojedynczymi, długimi szczecinkami pośrodku spodniej strony. Odwłok charakteryzuje się dużym hypopygium. Samice mają dwie krótkie i grube szczecinki osadzone na wierzchołkach przysadek odwłokowych.
Owad rozprzestrzeniony w krainach: palearktycznej, orientalnej i australijskiej. W Europie znany z większości krajów, w tym z Polski.